# 新平街道
新平街道，是中华人民共和国云南省文山壮族苗族自治州文山市下辖的一个街道办事处。

## 行政区划
新平街道下辖以下地区：
里布嘎社区、新平坝社区、红旗社区、迷洒社区和高末社区。